# Sphaerodoropsis malayana
Sphaerodoropsis malayana är en ringmaskart som först beskrevs av Augener 1933.  Sphaerodoropsis malayana ingår i släktet Sphaerodoropsis och familjen Sphaerodoridae. Inga underarter finns listade i Catalogue of Life.